# Geleide loonpolitiek

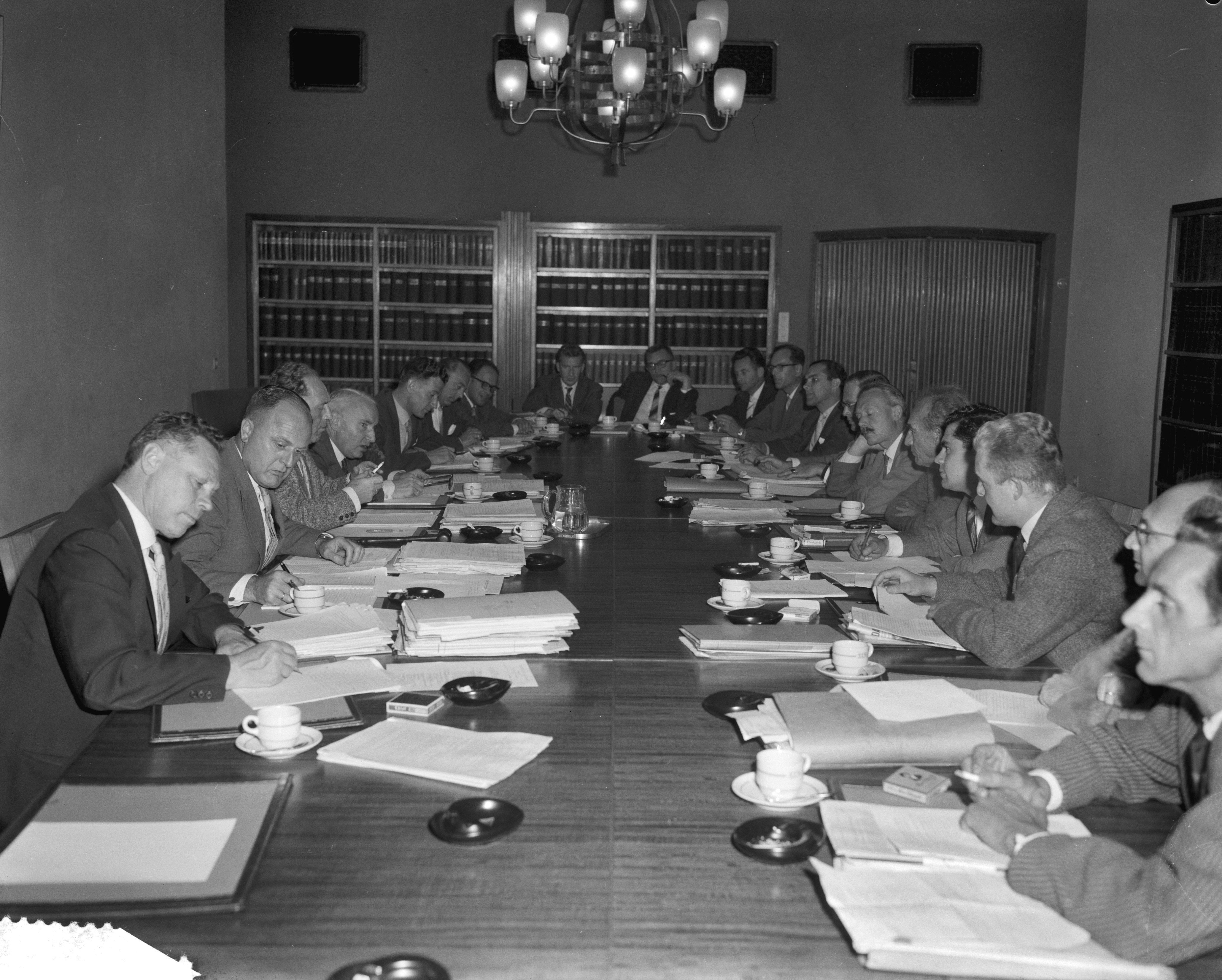
Bijeenkomst met de Stichting van de Arbeid en College van Rijksbemiddelaars (29 september 1959)

De geleide loonpolitiek werd tijdens de wederopbouw na de Tweede Wereldoorlog gevoerd door de kabinetten van de Nederlandse staatsman Willem Drees. Het hield concreet in dat de rijksoverheid zich bemoeide met de loonvorming.
Na de Tweede Wereldoorlog bemoeide de staat zich dan ook meer met de binnenlandse economie. In het kader van de wederopbouw werd de doelstelling om Nederland op internationaal niveau een goede concurrentiepositie te verschaffen centraal gesteld. Daarnaast stelde de staat zichzelf ook ten doel om werkloosheid zo veel mogelijk uit te bannen (doelstelling van volledige werkgelegenheid genoemd) en vanuit deze twee doelstellingen matigde de overheid de lonen.
Het algemene uitgangspunt was dat de overheid vaker zou moeten ingrijpen, omdat de economie tijdens de langdurige crisis van de jaren dertig niet in staat was gebleken zichzelf te genezen. Een verbetering van de welvaart met handhaving van de concurrentiepositie ten opzichte van andere landen werd alleen mogelijk geacht door deze opvoering procentueel hoger te doen zijn dan die van de koopkracht van de lonen. Loonsverhogingen werden daarom door de overheid alleen toegestaan als zij door een productiviteitsverhoging konden worden gerechtvaardigd.
Ook de prijspolitiek werd door de overheid bepaald. Zo hield de regering controle over de nationale economie. Alle krachten stonden in dienst van de wederopbouw. Stakingen kwamen zelden voor; in de meeste Europese landen was dat anders, daarom werd er wel gesproken van het "miracle hollandais".
In het begin van de jaren 1960 werd duidelijk dat dit beleid uiteindelijk had geleid tot aanzienlijk fiscaal onzichtbaar 'zwart' circuit. Werkgevers betaalden aan hun werknemers naast een 'wit', ook een 'zwart' loon en financierden dat uit 'zwarte' omzetten. Zo onttrok een fors deel van de sterk groeiende economie zich aan het inmiddels nodeloos remmende overheidsbeleid en benadeelde de staat zichzelf door het gemis aan belastinginkomsten.
De geleide loonpolitiek werd daarom begin jaren 1960 door het kabinet-De Quay afgeschaft en ingeruild voor de 'vrije loonpolitiek'. Hierdoor werden de zwarte lonen en omzetten in één klap 'gewit'. De ambtenaren, van wie de lonen uiteraard 'geleid' waren gebleven en die daardoor ernstig op achterstand waren komen te staan, kregen met de 'Toxopeusronde' een flinke loonsverhoging en zo ontstond de zogenaamde 'loongolf', die een periode inleidde van hoge inflatie.

## Beleid en bestuur
De uitgangspunten van het beleid werden vastgesteld in een samenwerking tussen de Stichting van de Arbeid, het College van Rijksbemiddelaars (ook cynisch 'Rijksbeknibbelaars' genoemd) en adviesbureaus.
De loonvorming vond tijdens de geleide loonpolitiek plaats onder leiding van het College van Rijksbemiddelaars. De regering had tevoren de speelruimte bepaald. Vakbonden en werkgevers kregen de gelegenheid het binnen de marges van het regeringsbeleid eens te worden. Als dat niet lukte, stelde de rijksbemiddelaar de arbeidsvoorwaarden voor de sector vast.
Een speciale rol in dit hele traject was weggelegd voor vijf organisatie-adviesbureaus. Zij voorzagen de overheid in deze periode van veel advies. Deze vijf bureaus waren Van Gogh en Rentenaar (opgericht in 1922), Louwerse (opgericht in 1925), Ydo (opgericht in 1942), Berenschot (opgericht in 1938), en Bosboom & Hegener (1944).

## Voetnoten
1. ↑   Deze had niet alleen negatieve effecten: de inflatie had een sterk stimulerend effect op de bestedingen, dat zich met name manifesteerde bij de woningbouw. Wie begin jaren zestig een huis kocht en daarvoor een hypotheek afsloot, zag zijn nominale schuld jaarlijks reëel verminderen met wel 10%.
2. ↑  Betekenis en kenmerken geleide loonpolitiek